# Polydore Beaulac
Pour les articles homonymes, voir Beaulac.
Polydore Beaulac (né le 8 juillet 1893 à Chicago, mort le 10 mars 1981 à Saint-Laurent) est un homme politique québécois. Il a été député de Saint-Maurice à l'Assemblée législative du Québec de 1939 à 1944.

## Biographie
Polydore Beaulac le fils d'Uldéric Beaulac et d'Adéline Casaubon. Il épouse Alphonsine Lafrenière le 11 juin 1912 à Saint-Jean-des-Piles. Il est agent d'assurances et gérant de la caisse populaire de Shawinigan. Il est conseiller municipal à Shawinigan Falls de 1930 à 1932.
À l'élection fédérale canadienne de 1935, il est candidat libéral indépendant dans la circonscription de Saint-Maurice—Laflèche et il est défait. À l'élection générale québécoise de 1936, il est candidat du Parti libéral dans la circonscription de Saint-Maurice et il est défait. Il est de nouveau candidat du Parti libéral dans cette même circonscription lors de l'élection générale québécoise de 1939 et cette fois il est élu député à l'Assemblée législative du Québec. Il ne se représente pas lors de l'élection générale de 1944.
Il est inhumé dans le cimetière Saint-Joseph, à Shawinigan, le 13 mars 1981.